# Aristolochia mathewsii
Aristolochia mathewsii là một loài thực vật có hoa trong họ Aristolochiaceae. Loài này được Duch. mô tả khoa học đầu tiên năm 1864.